# Ulica Herberta Bednorza w Katowicach
Ulica księdza biskupa Herberta Bednorza w Katowicach – ulica we wschodniej części Katowic, położona w całości w dzielnicy Szopienice-Burowiec. Jest to jeden z głównych szlaków komunikacyjnych dzielnicy, łączący ulicę Obrońców Westerplatte z ulicą Lwowską. Przy ulicy znajdują się liczne obiekty historyczne i zabytkowe, a także siedziby placówek edukacyjnych oraz różnego typu przedsiębiorstw. 

## Przebieg
Ulica rozpoczyna swój bieg od skrzyżowania z ulicą Obrońców Westerplatte, przy przejeździe tramwajowym, po czym kieruje się na południe i przy skrzyżowaniu z ulicą Roździeńską zakręca na wschód. Dalej krzyżuje się z ulicą dra Stanisława Olchawy obok skweru Walentego Roździeńskiego i ulicami: Melchiora Wańkowicza i Wałową. Kończy swój bieg przy skrzyżowaniu z ulicami: Obrońców Westerplatte, Lwowską i Wiosny Ludów, na placu Powstańców Śląskich. Łączna długość ulicy wynosi 755 metrów.

## Charakterystyka

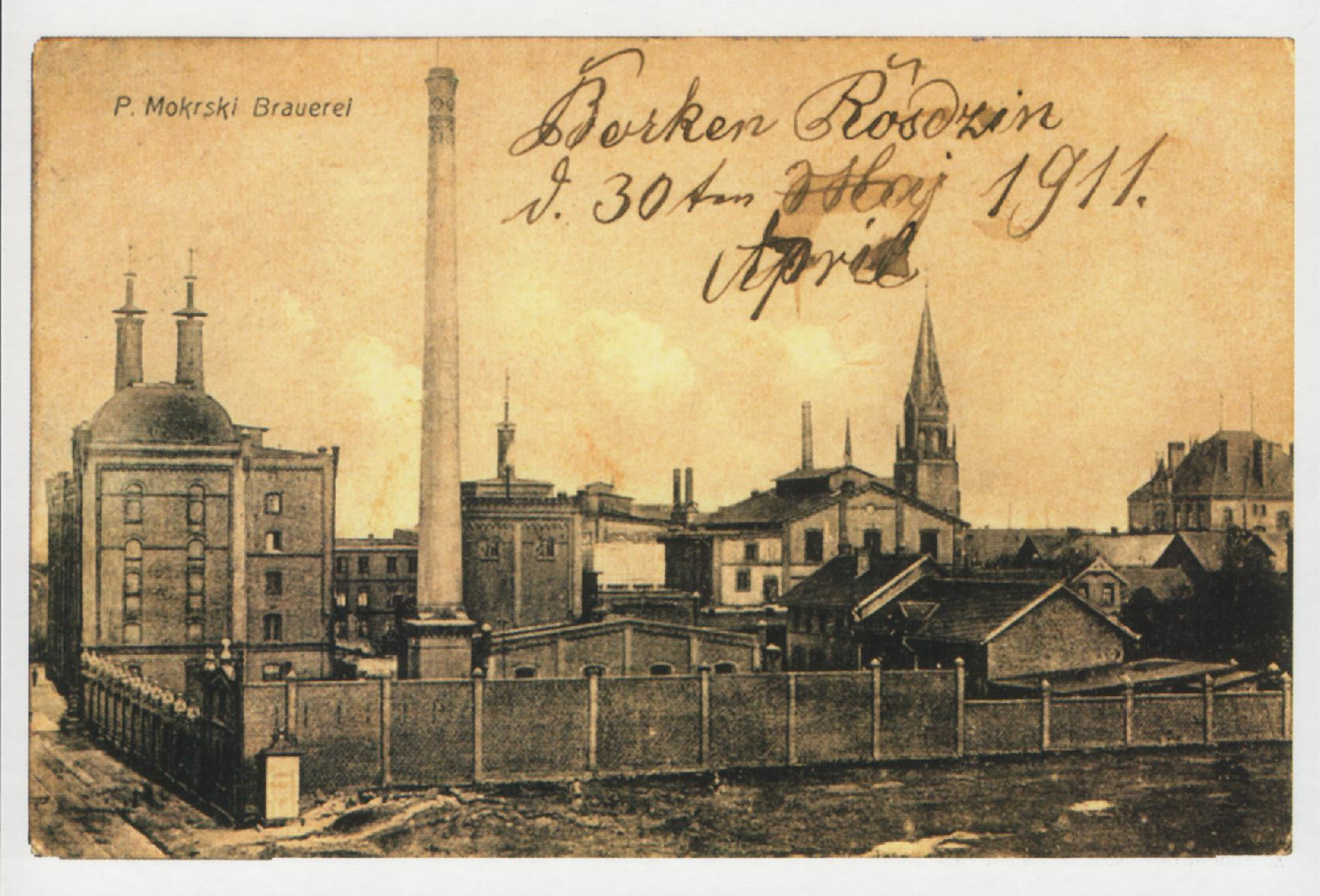
Zespół browaru i słodowni braci Mokrskich na starej pocztówce

W 1826 roku przy ulicy wzniesiono drewnianą szkołę dla dzieci z Roździenia i Szopienic. W 1857 roku w miejscu drewnianej szkoły oddano do użytku murowany budynek. Od początku istnienia szkoły językiem wykładowym był język polski (język niemiecki tylko jako pomocniczy). W dwudziestoleciu międzywojennym przy ulicy działała wytwórnia sygnałów kolejowych Ropag. Po upadku PRL-u, 8 października 1990 roku ulica otrzymała imię biskupa Herberta Bednorza.
Ciąg ulic gen. Józefa Hallera – Obrońców Westerplatte – ks. bpa Herberta Bednorza – Lwowska pełni funkcję ulicy głównej. Skwer Walentego Roździeńskiego przy ul. ks. bpa H. Bednorza w założeniu władz miasta jako teren zielony pełni funkcję integrującą. Ulica ks. bpa H. Bednorza to droga publiczna powiatowa klasy ulicy zbiorczej. W 2009 roku pod ulicą zlokalizowany był wodociąg Ø300 i 160 mm oraz gazociąg niskiego ciśnienia o średnicy DN 100 mm.
W okresie Rzeszy Niemieckiej ulicę nazywano Schulstraße. W okresie niemieckiej okupacji Polski (lata 1939–1945) ulica nosiła nazwę Hermann Göring Straße na cześć działacza nazistowskiego Hermanna Göringa, w czasach PRL-u ulica Fryderyka Engelsa. W czasach Polski Ludowej przy ulicy mieścił się pomnik bojowników o socjalizm (dziś nie istnieje).

## Obiekty zabytkowe

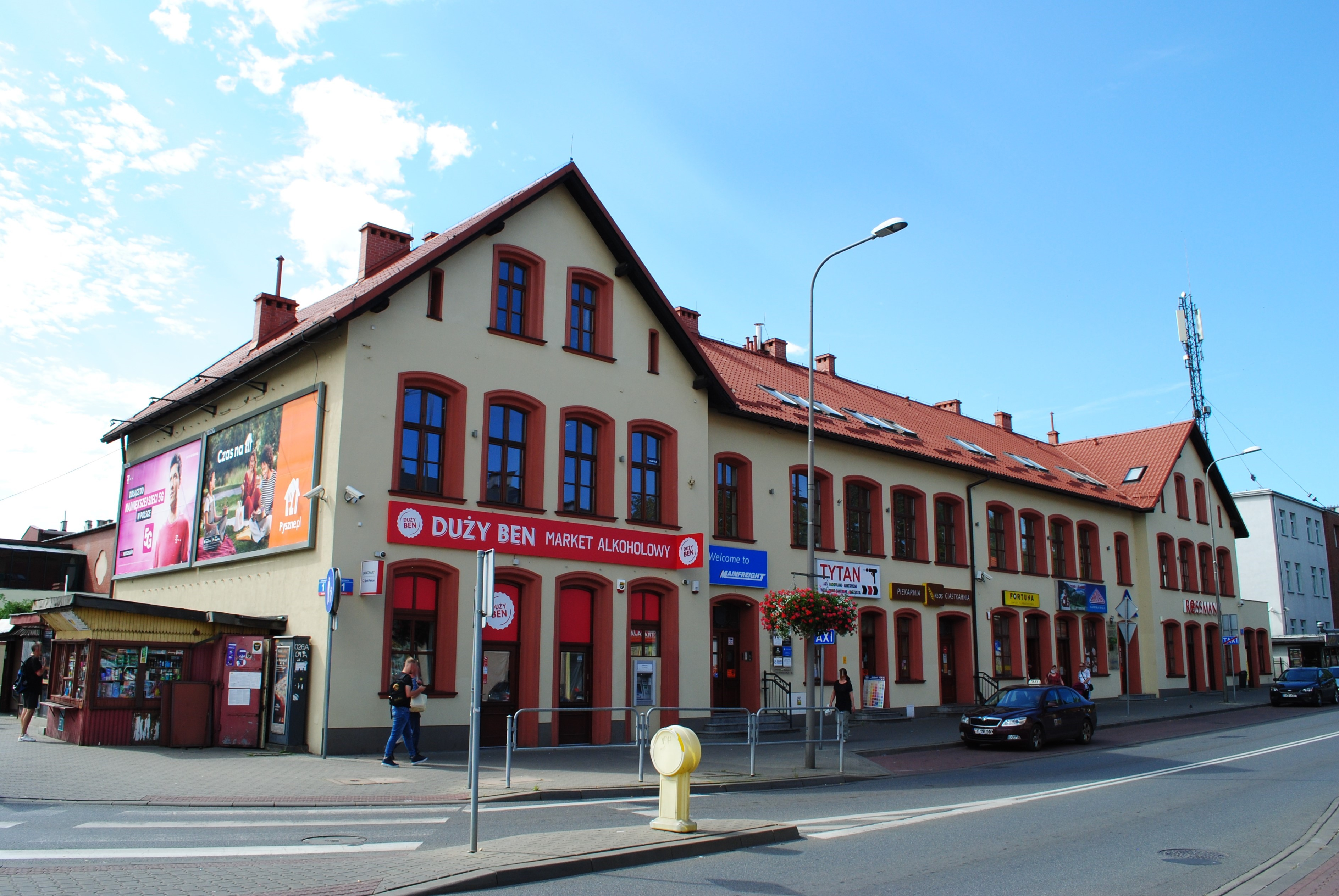
Dom handlowy – dawna szkoła katolicka (ul. ks. bpa H. Bednorza 1)

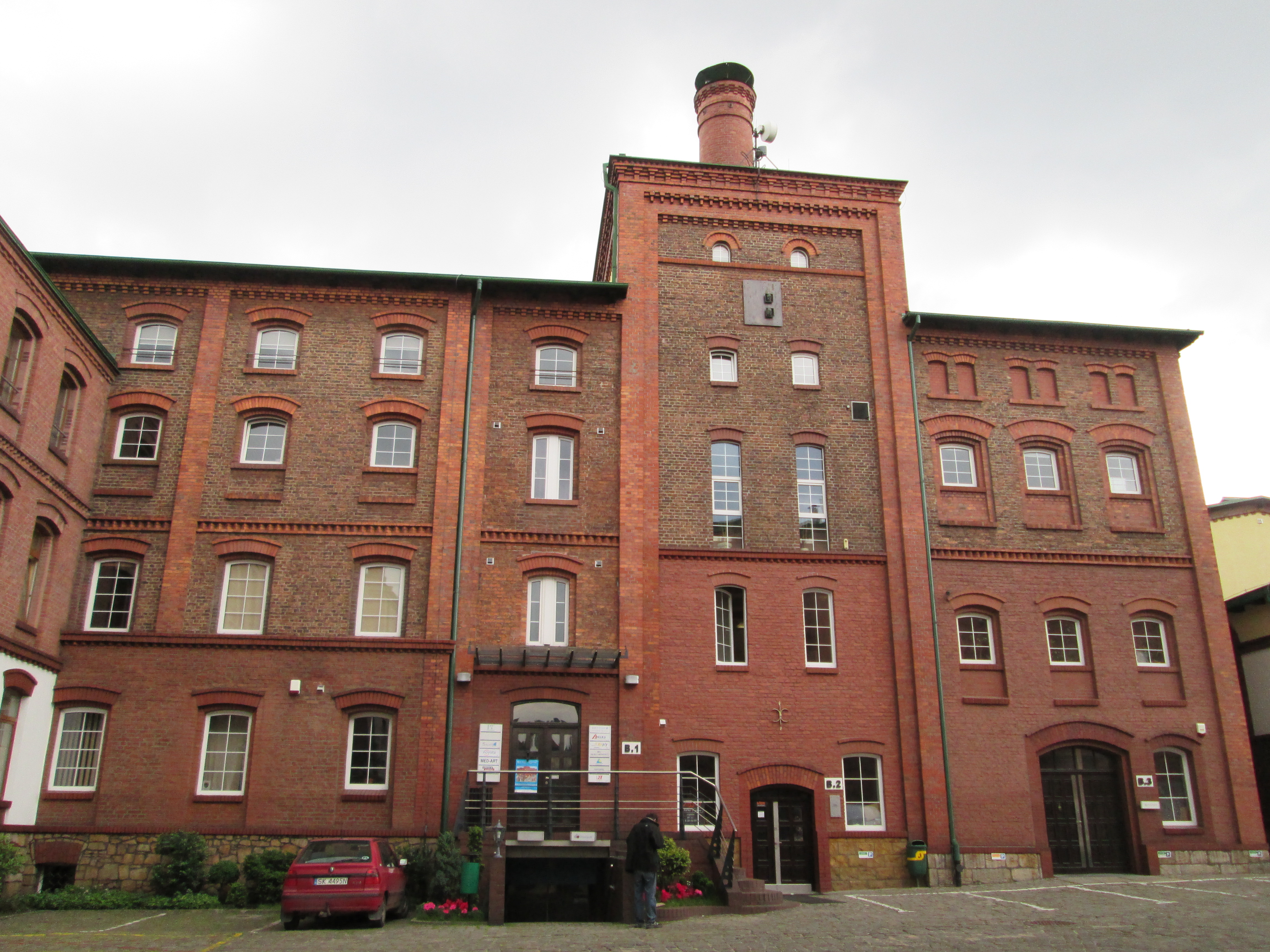
Browar Mokrskich (ul. ks. bpa H. Bednorza 2a–6)

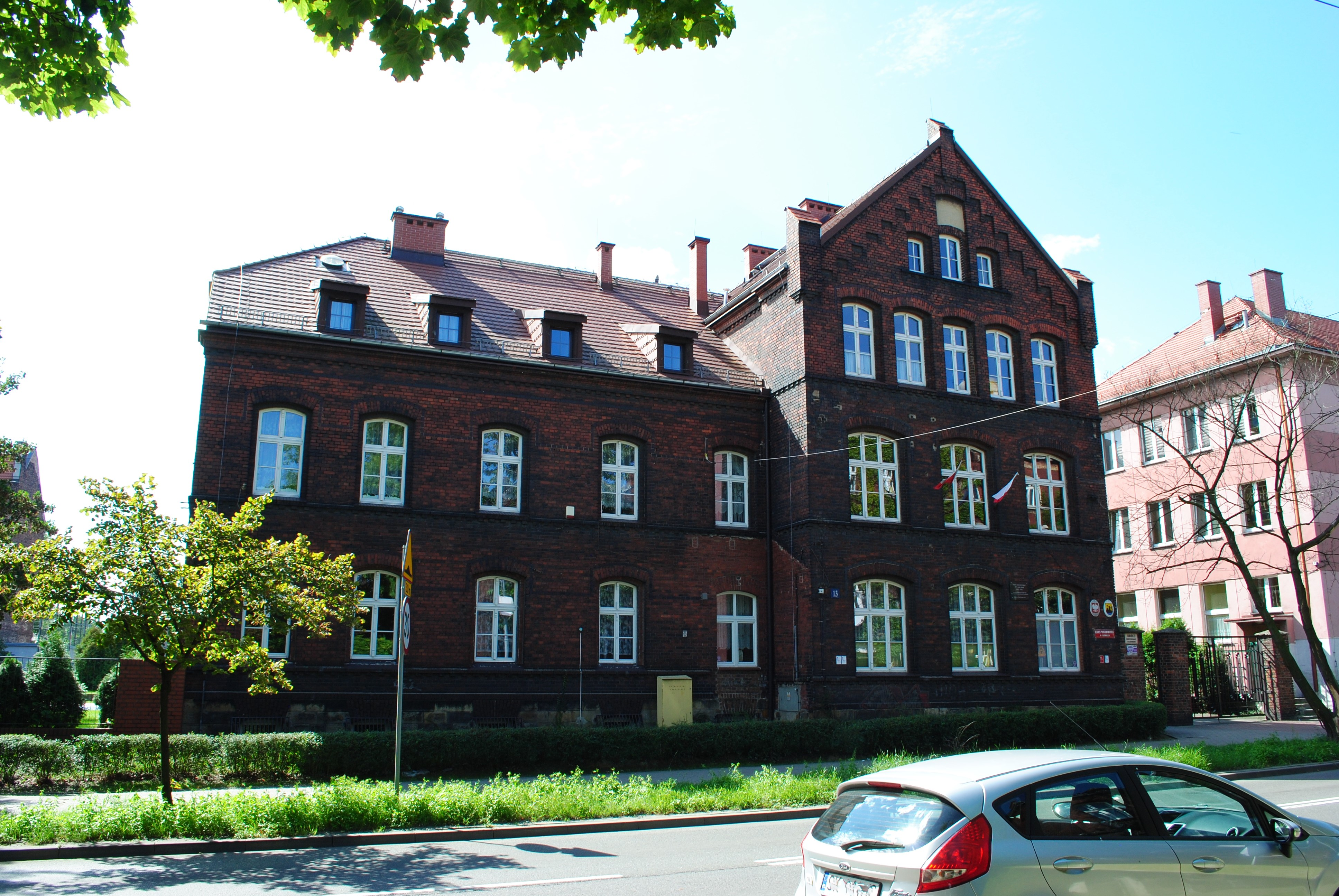
Szkoła Podstawowa nr 55 Specjalna (ul. ks. bpa H. Bednorza 13)

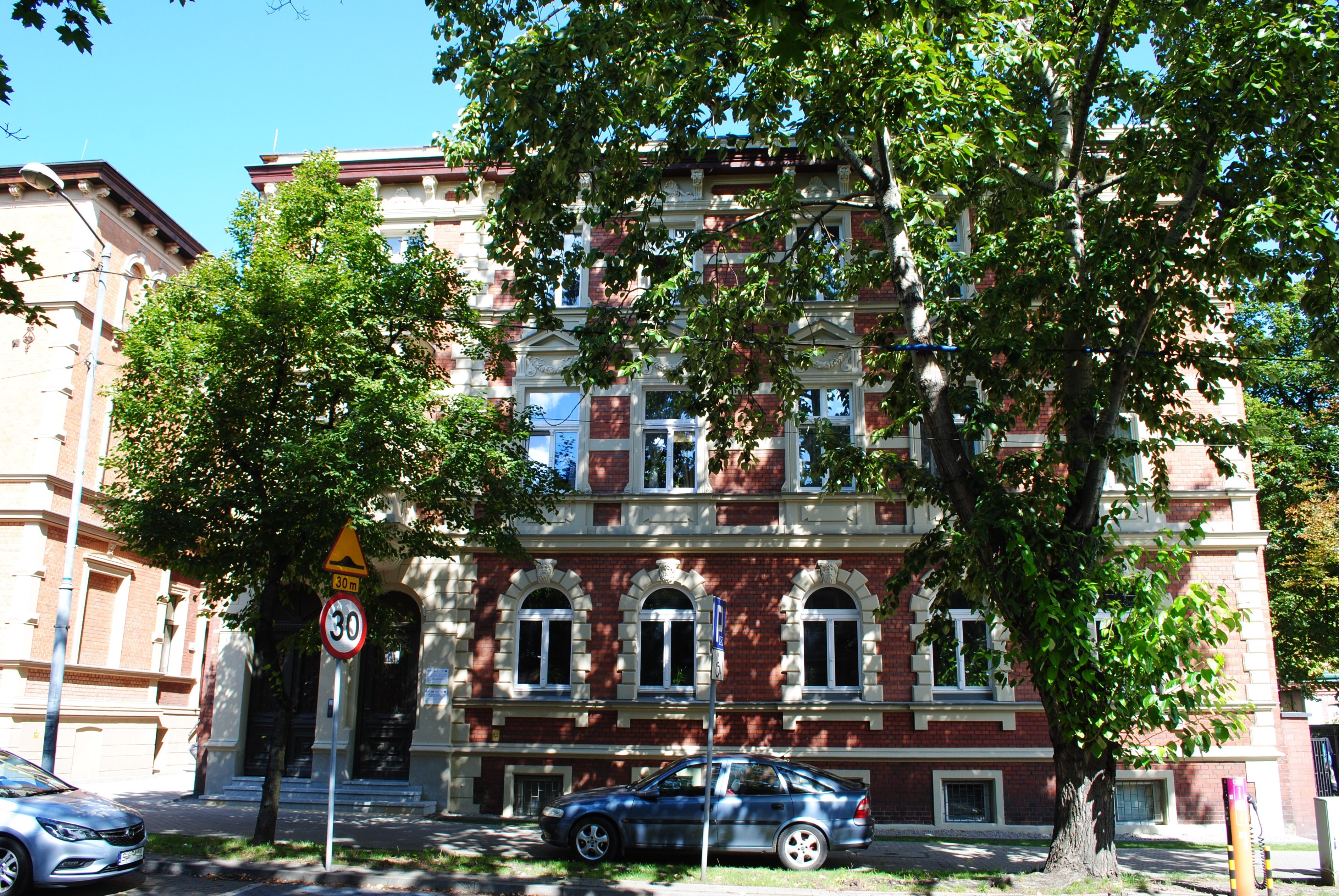
Kamienica mieszkalna – d. apteka Graefego (ul. ks. bpa H. Bednorza 14)

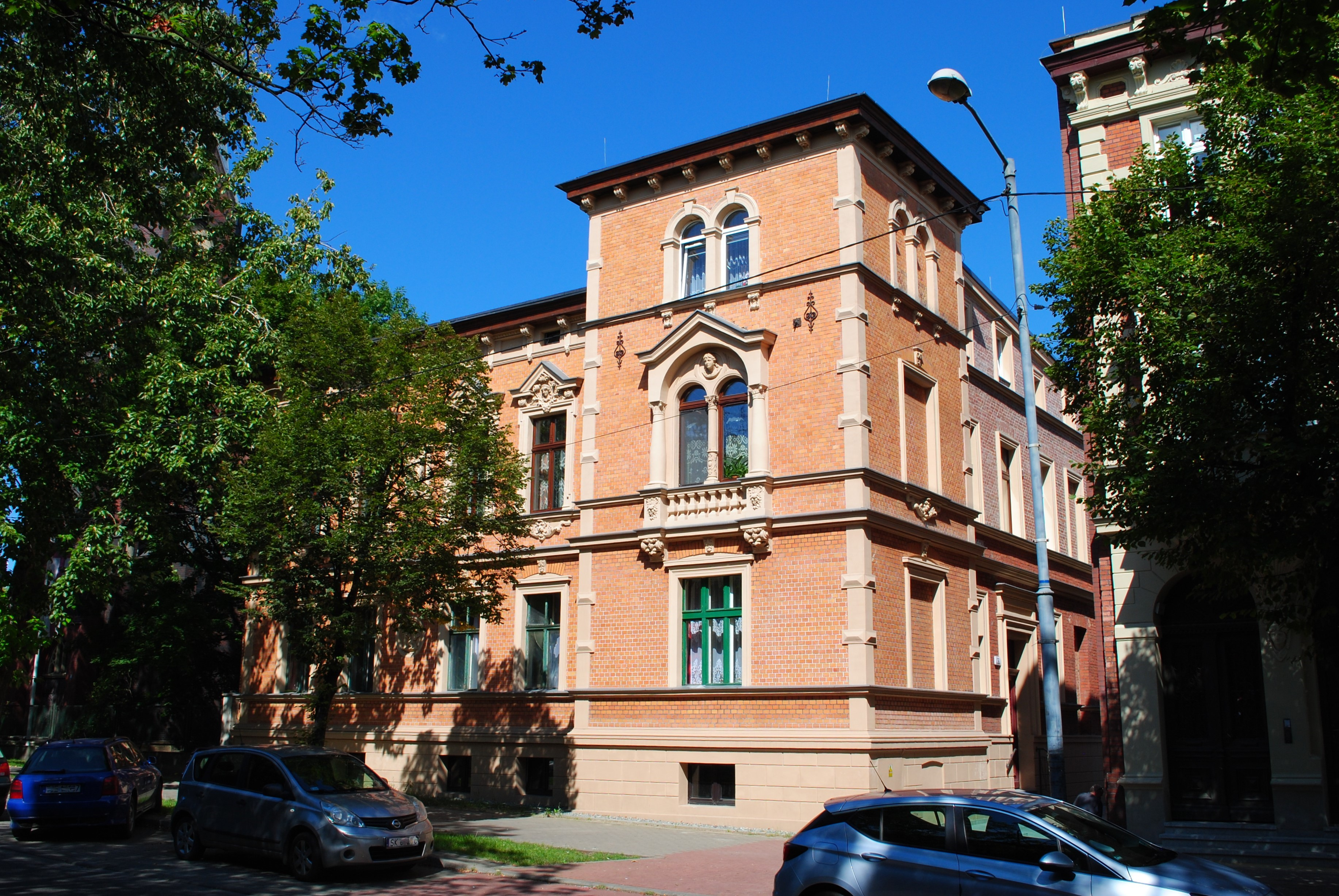
Kamienica mieszkalna – d. willa dra Stauba (ul. ks. bpa H. Bednorza 16)

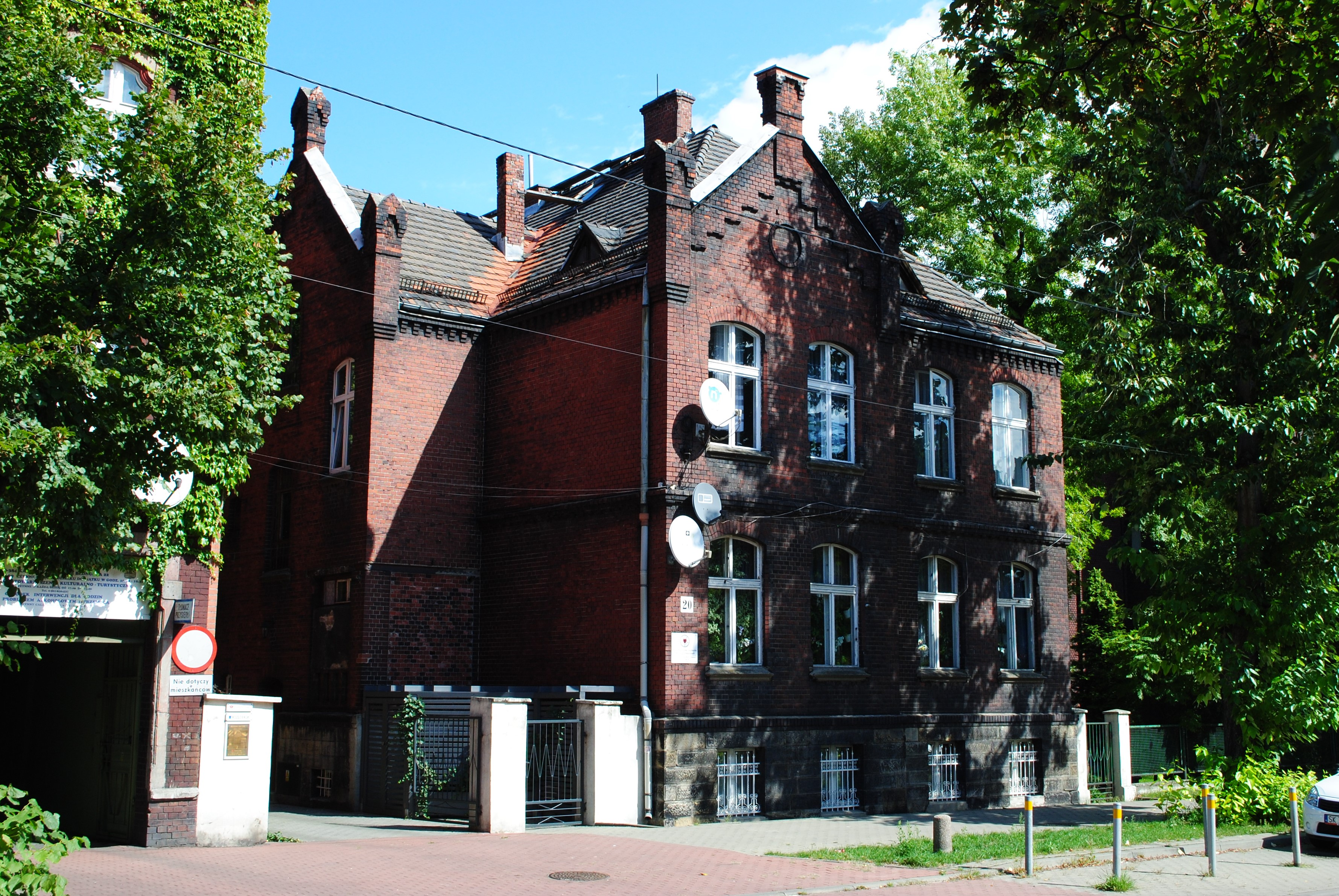
Nieistniejący bud. plebanii Parafii Ewangelicko-Augsburskiej Zbawiciela (ul. ks. bpa H. Bednorza 20)

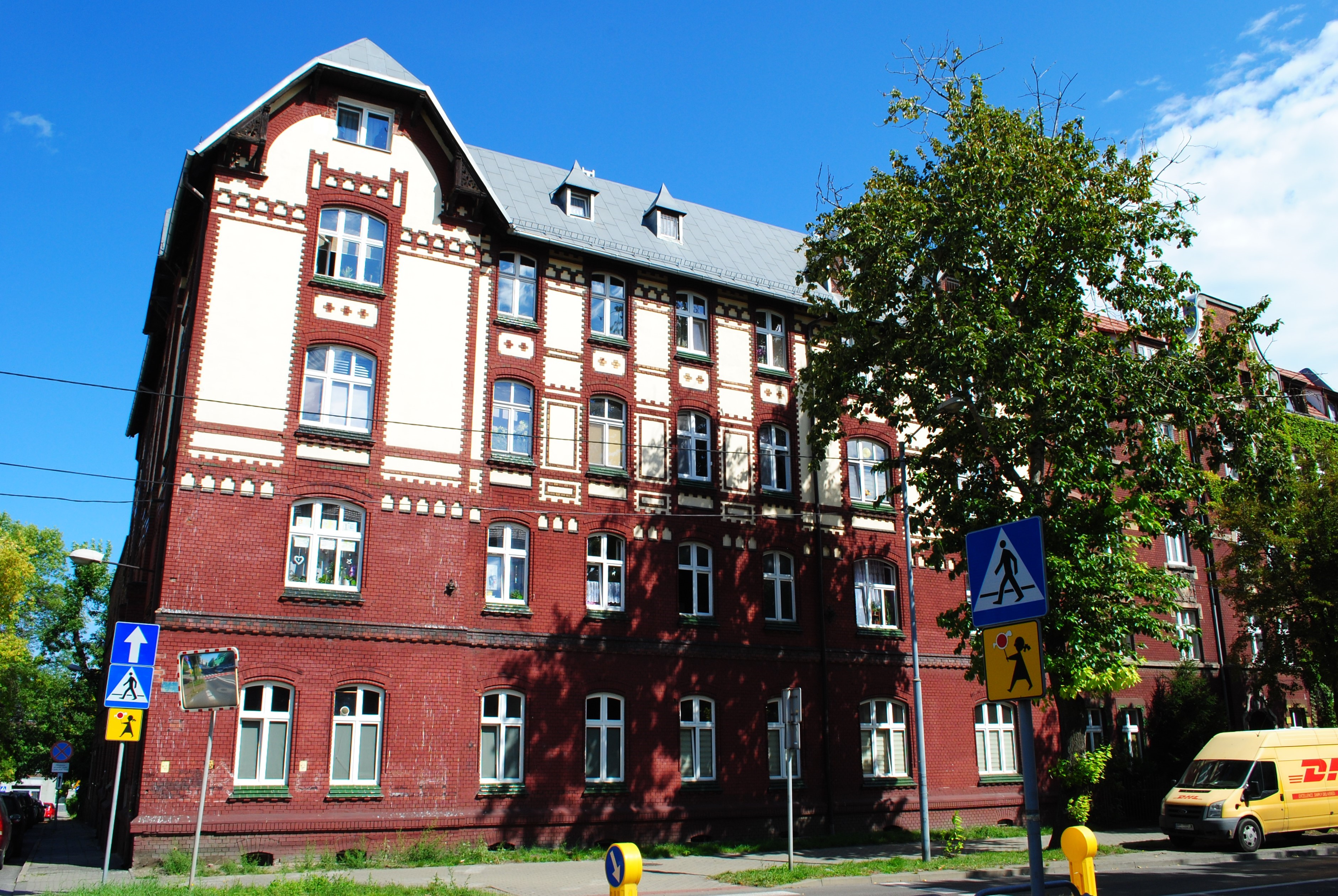
Kamienica na rogu ul. ks. bpa H. Bednorza i Melchiora Wańkowicza

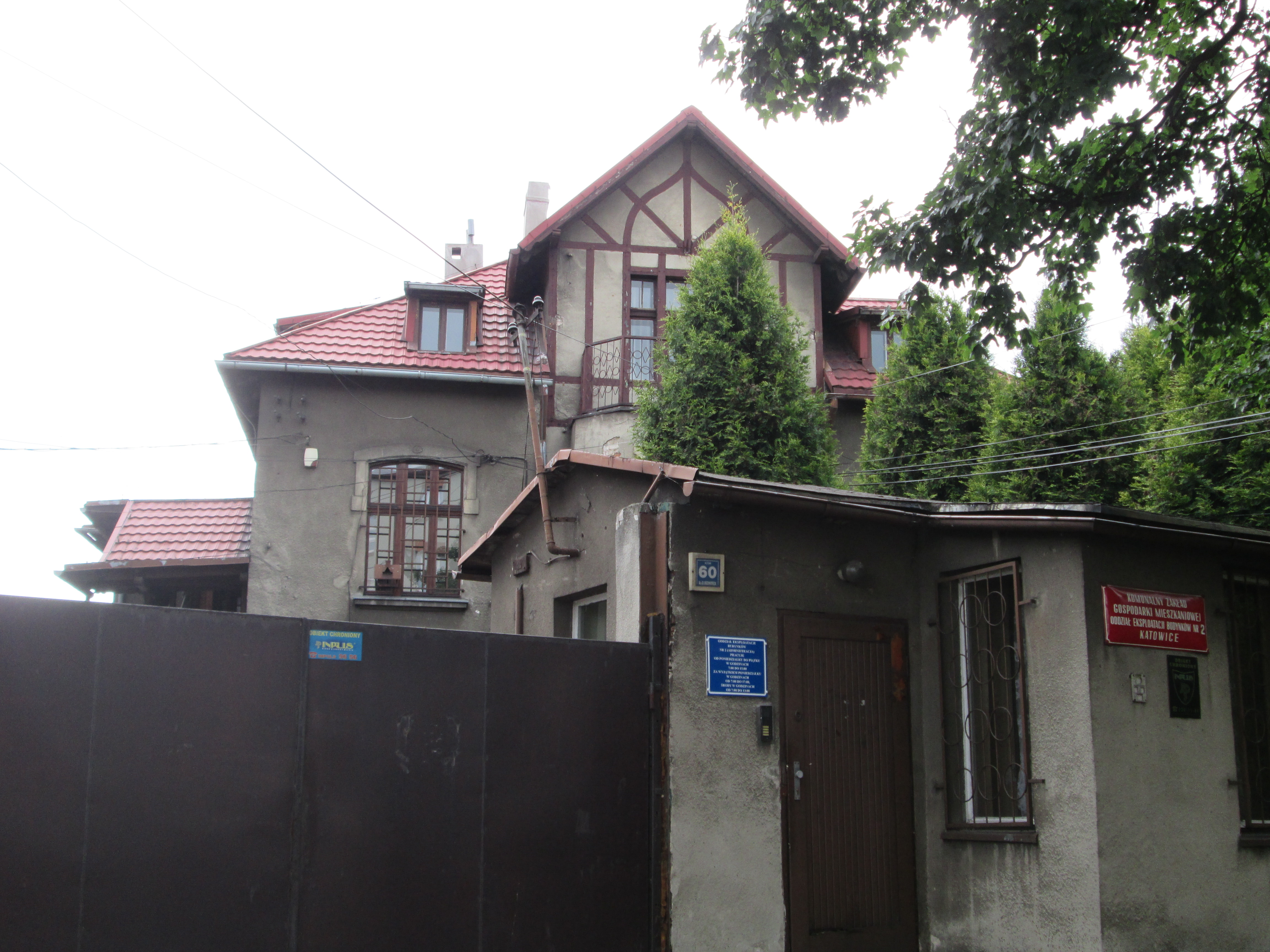
Willa Jacobsena (ul. ks. bpa H. Bednorza 60)

Przy ulicy ks. bpa H. Bednorza znajdują się następujące historyczne obiekty:
- Dom handlowy – dawna szkoła katolicka (ul. ks. bpa H. Bednorza 1), obiekt wzniesiono w 1875 roku w stylu historyzmu, przebudowano w latach trzydziestych i czterdziestych XX wieku[4].
- Zespół zabudowy dawnego browaru i słodowni braci Mokrskich[14] (ul. ks. bpa H. Bednorza 2a–6); wpisany do rejestru zabytków 13 listopada 1992 roku (nr rej.: A/1506/92[15]), granice ochrony konserwatorskiej obejmują cały zespół zabudowań wraz z otoczeniem, jego układ przestrzenny, zieleń oraz ciągi komunikacyjne. Zespół obejmuje[16]:
  - dawną warzelnię (obecnie palarnia kawy) z 1880 roku,
  - budynek dawnych piwnic i chłodni (obecnie magazyny), wzniesionych po 1880 roku,
  - budynek dawnej słodowni (obecnie hurtownia ryb i magazyn) z około 1890 roku,
  - budynek starej kotłowni i maszynowni (obecnie nieużytkowany) z lat osiemdziesiątych XIX wieku,
  - budynek maszynowni i kotłowni (obecnie nieużytkowany), wzniesiony pod koniec XIX wieku, przebudowany po 1945 roku,
  - budynek dawnej piwiarni (obecnie administracyjny), wzniesiony w latach dziewięćdziesiątych XIX wieku,
  - budynek dawnej stajni (obecnie magazyn), wzniesiony pod koniec XIX wieku,
  - budynek mieszkalny i remiza strażacka (obecnie budynek mieszkalny), wzniesiony pod koniec XIX wieku,
  - budynek dawnej stajni i bednarni (obecnie magazyn i warsztat) z początku XX wieku,
  - budynek dawnego szaletu i altanka (obecnie łaźnia i biuro) z lat trzydziestych XX wieku,
  - budynek portierni z lat trzydziestych XX wieku.
- Willa mieszkalna (ul. ks. bpa H. Bednorza 5), wybudowana w 1899 roku w stylu historyzmu, według projektu architekta H. Ritschela[4].
- Kamienica mieszkalna z oficyną (ul. ks. bpa H. Bednorza 7/7a), wzniesiona pod koniec XIX wieku w stylu historyzmu z elementami neogotyku[4].
- Kamienice z oficynami (ul. ks. bpa H. Bednorza 9, 11/11a), wybudowane pod koniec XIX wieku w stylu historyzmu[4].
- Ceglany budynek szkoły (ul. ks. bpa H. Bednorza 13), pochodzący z początku XX wieku[4].
- Kamienica mieszkalna – dawna apteka Graefego (ul. ks. bpa H. Bednorza 14), została wzniesiona w 1892 roku w stylu historyzmu, obiekt projektował architekt H. Ritschel[4]. Obiekt wpisano do rejestru zabytków 7 kwietnia 2023 roku (nr rej. A/1165/23)[17].
- Gmach dawnej szkoły ewangelickiej (ul. ks. bpa H. Bednorza 15), wybudowany na początku XX wieku, posiada cechy stylów: historyzmu ceglanego, neogotyku, modernizmu[4].
- Kamienica mieszkalna – dawna willa dra Stauba (ul. ks. bpa H. Bednorza 16), wzniesiona w 1892 roku w stylu historyzmu, zaprojektował ją architekt H. Ritschel[4].
- Kościół Ewangelicko-Augsburski Zbawiciela (ul. ks. bpa H. Bednorza 20); wpisany do rejestru zabytków 30 grudnia 2002 roku (nr rej.: A/76/02[15]), wpis do rejestru zabytków obejmuje budynek kościoła wraz z najbliższym otoczeniem w ramach działki (z wyjątkiem ogrodzenia)[16]; kościół zaprojektował architekt H. Ritschel, wzniesiono go w latach 1899–1901, w stylu neogotyckim, z cegły klinkierowej. W otoczeniu znajdują się: neogotycka plebania, wybudowana w latach 1907–1908, dawna apteka Graefe'go, dawna willa dra Stauba. W kościele zachowało się epitafium poświęcone mieszkańcom Roździenia[18].
- Plebania ewangelicka i dom parafialny (ul. ks. bpa H. Bednorza 20), wzniesiony w latach 1907–1908 w stylu historyzmu[4]. Znajduje się tu siedziba Fundacji z Pasją, a w przeszłości redakcji gazety Miesięcznik Roździeński. W wyniku wybuchu gazu 27 stycznia 2023 obiekt został w znacznej części zniszczony, a dwie osoby zginęły[19]. W kolejnych dniach został całkowicie rozebrany.
- Kamienica mieszkalna – dawna kamienica F. Mixy (ul. ks. bpa H. Bednorza 22), wybudowana w 1908 roku dla Franza Mixy[20], posiada cechy stylu modernizmu i klasycyzmu[4].
- Zabytkowa kamienica mieszkalna (ul. ks. bpa H. Bednorza 43)[4]; wzniesiona w stylu historyzmu ceglanego; w budynku zachowały się formy historycznej stolarki okiennej i drzwiowej, historyczny rodzaj pokrycia dachu (dachówka), detal architektoniczny i wystrój elewacji[10].
- Ceglany budynek dawnej stacji kolejowej (ul. ks. bpa H. Bednorza 45), wzniesiony na początku XX wieku[4].
- Zabytkowa murowana kamienica (ul. ks. bpa H. Bednorza 49)[21][22]; wzniesiona w stylu historyzmu ceglanego.
- Zabytkowy budynek administracyjny[23] (tzw. „willa Jacobsena”[24][25]) z początku XX wieku (ul. ks. bpa H. Bednorza 60); wpisany do rejestru zabytków 17 czerwca 1982 roku (nr rej.: A/1042/22[15][26]), granice ochrony obejmują obiekt w ramach ogrodzenia[16]; kamienica jest murowana z cegły.

## Instytucje

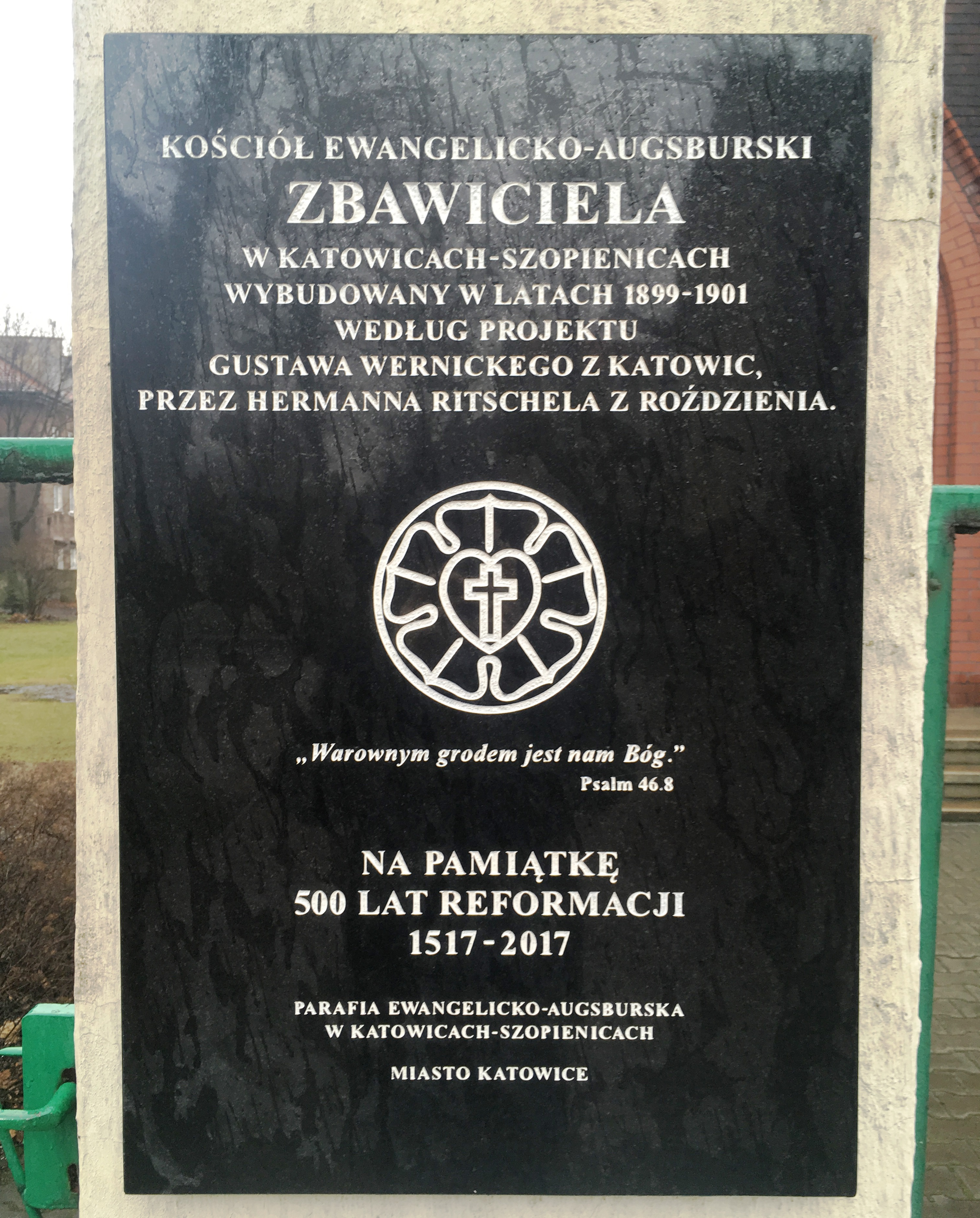
Tablica pamiątkowa, odsłonięta w 2017 przed wejściem do kościoła ewangelicko-augsburskiego

Przy ulicy ks. bpa H. Bednorza swoją siedzibę mają według stanu z 2020 roku: przedsiębiorstwa handlowo-usługowe, Elbud Katowice, banki, niepubliczne zakłady opieki zdrowotnej, Komunalny Zakład Gospodarki Mieszkaniowej – Oddział Eksploatacji Budynków nr 13, parafia Ewangelicko-Augsburska w Katowicach-Szopienicach (ul. ks. bpa H. Bednorza 20), Szkoła Podstawowa nr 55 Specjalna, Zespół Szkół Przemysłu Spożywczego im. J. Rymera I Wojewody Śląskiego (Technikum nr 10 i Branżowa Szkoła I stopnia nr 7) oraz Podstacja Pogotowia Ratunkowego Szopienice.

## Komunikacja
Ulicą ks. bpa Herberta Bednorza kursują linie autobusowe Zarządu Transportu Metropolitalnego. Na ulicy zlokalizowany jest jeden przystanek autobusowy – Szopienice Bednorza. W październiku 2020 roku kursowały tam linie nr: 44, 72, 74, 108, 109, 906N i 920. Linie te łączą bezpośrednio z sąsiednimi dzielnicami Katowic oraz miastami, w tym z Chorzowem i Siemianowicami Śląskimi.